# Züllighoven
Züllighoven ist einer von 13 Ortsteilen der Gemeinde Wachtberg im nordrhein-westfälischen Rhein-Sieg-Kreis. Bis zur kommunalen Neugliederung 1969 war Züllighoven eine zum Amt Villip gehörende Gemeinde im damaligen Landkreis Bonn.

## Lage
Züllighoven liegt südlich von Bonn im Drachenfelser Ländchen unmittelbar an der Grenze zu Rheinland-Pfalz. Zu den nächstgelegenen Ortschaften gehören im Norden Kürrighoven, im Westen Berkum, im Südwesten Werthhoven (alle Gemeinde Wachtberg), im Süden Oedingen und im Osten Oberwinter (beide Stadt Remagen).

## Geschichte
1670 umfasste Züllighoven acht Häuser. Landesherrlich gehörte die Ortschaft als Teil der Burggrafschaft Drachenfels bis zur Besetzung der linksrheinischen Gebiete durch Frankreich Ende des 18. Jahrhunderts zum Kurfürstentum Köln. Die Franzosen, die die Verwaltung in den annektierten Gebieten völlig neu ordneten, führten im Jahre 1800 die Mairieverfassung ein und teilten die Gemeinde Züllighoven der Mairie Villip zu.
1815 fiel das Rheinland und damit auch Züllighoven an Preußen, das die französische Verwaltungseinteilung fast unverändert übernahm. Aus der Mairie wurde die Bürgermeisterei Villip, ab 1930 das Amt Villip, im Kreis (ab 1887 Landkreis) Bonn im Regierungsbezirk Köln der Provinz Jülich-Kleve-Berg, aus der 1822 durch Zusammenschluss mit der Provinz Großherzogtum Niederrhein die Rheinprovinz hervorging. Züllighoven war eine von zehn Gemeinden der Bürgermeisterei Villip. Bei der Volkszählung am 1. Dezember 1910 hatte die Gemeinde 92 Einwohner. Sitz der Amtsverwaltung war zuletzt Berkum. 
Am 1. August 1969 wurde die Gemeinde Züllighoven durch das Gesetz zur kommunalen Neugliederung des Raumes Bonn (Bonn-Gesetz) mit den übrigen Gemeinden des Amtes Villip und den Gemeinden Adendorf, Arzdorf und Fritzdorf des Amtes Meckenheim zur neuen Gemeinde Wachtberg zusammengeschlossen, die zusammen mit den nicht nach Bonn oder Wesseling eingemeindeten Teilen des gleichzeitig aufgelösten Landkreises Bonn in den Siegkreis eingegliedert wurde, der seitdem Rhein-Sieg-Kreis heißt.

### Bevölkerungsentwicklung
Im Ortsteil Züllighoven wohnten (inkl. Zweitwohnsitze)
| 0Jahr0 | Einwohner |
| ------ | --------- |
| 1969   | 168       |
| 1979   | 191       |
| 1989   | 184       |
| 1999   | 237       |

| 0Jahr(1) | Einwohner |
| -------- | --------- |
| 2002     | 276       |
| 2003     | 283       |
| 2004     | 290       |
| 2005     | 289       |

| Jahr     | Einwohner |
| -------- | --------- |
| 2006 (1) | 294       |
| 2007 (1) | 289       |
| 2012 (2) | 291       |

(1) jeweils 30. Juni des Jahres 

00Quelle: Statistische Angaben im Haushaltsplanentwurf 2008 der Gemeinde Wachtberg 

(2) Einwohner-Bestandsstatistik vom 29. November 2012 der Gemeinde Wachtberg

## Ortsvertretung
Die Ortschaft Züllighoven hat innerhalb der Gemeinde Wachtberg eine eigene Ortsvertretung. Vorsitzende der Ortsvertretung ist Paul Lägel (SPD), sein Stellvertreter Stephan Zieger (CDU).

## Vereine
Seit Juni 1980 widmet sich der Ortsverein Züllighoven e. V. der Aufrechterhaltung und Förderung des örtlichen Brauchtums und der sozialen Kontakte innerhalb der Bevölkerung des Ortes sowie der Pflege des Kulturgutes und Förderung des Kulturaustausches. Feste Tradition hat das Maibaumaufstellen in der Ortsmitte, die Piuskirmes als Sommerfest sowie ein großes Martinsfeuer. Seit einigen Jahren wird auch ein Nikolausfest für die Kinder des Dorfes veranstalltet und dem Kinderkarneval ein Platz gegeben. 
Neben dem Ortsverein gibt es noch den Tambourcorps Edelweiß Züllighoven. Dieser probt in der Regel wöchentlich und begleitet die Ortsfeste sowie weitere Dörfer bei Ihren Festen rund ums Jahr mit modernen und klassischen Liedern. Der Nachwuchs wird gerne gefördert, sodass nicht nur Kinder ab Grundschulalter, sondern auch Erwachsenen Interessierte dort bei regelmäßiger Teilnahme ein Instrument erlernen können.

## Einrichtungen
Der Züllighovener Treff ist eine Einrichtung der Gemeinde Wachtberg. Sie dient als öffentliche Begegnungsstätte für kulturelle und soziale Veranstaltungen der Gemeinde, von Kirchen, Vereinen, Verbänden, Einzelpersonen, demokratischen Parteien und Gewerbetreibenden. 
Anliegend befindet sich ein öffentlicher Spielplatz unter einer ehrwürdigen Linde.
Der Bolzplatz ist etwas versteckt, nur zu Fuß, über die Straße Am Spritzenhäuschen oder den Fußweg gegenüber der Kapelle zu erreichen.
Die kleine Kapelle, gesegnet auf Papst Pius, fässt ca 20 Sitzplätze. Traditionell zur Kirmes findet eine heilige Messe statt. Im Laufe des Kirchenjahres finden einzelne Veranstalltungen durch die kath. Gemeinde St. Maria am Rosenkranz dort statt. Die Kapelle steht in der Regel für Wanderer und Radfahrer stets offen für die stille Einkehr.
Östlich des Ortes liegt ein 18-Loch-Golfplatz.
Die Bushaltestelle am Ortseingang wird zu Schulzeiten regelmäßig und zuverlässig befahren. Außerhalb der Schulzeite gibt es nur vereinzelte Fahrzeiten. Zusätzlich zum Regelverkehr gibt es einen "Ruf-Bus". Dieser sollte so früh wie möglich (ein Tag vorher), spätestens aber eine Stunde vor gewünschter Abfahrzeit angerufen werden. Verspätungen sind nicht auszuschließen und können über den regionalen Taxiruf Otto erfragt werden. Zusätzlich gibt es eine "Mitfahrerbank". Hier kann sich hinsetzten wer durch freundliche Dorfbewohner mit nach Berkum zum ZOB oder an andere Orte mitgenommen werden möchte. Dies klappt in der Regel schnell und unkompliziert. 